# Ross Spano
Pour les articles homonymes, voir Spano.
Vincent Ross Spano, né le 16 juillet 1966 à Brandon (Floride), est un homme politique américain. Membre du Parti républicain, il est élu pour la Floride à la Chambre des représentants des États-Unis de 2019 à 2021.

## Biographie
Ross Spano est originaire de Brandon en Floride,. Il est diplômé d'un baccalauréat universitaire ès lettres de l'université du Sud de la Floride en 1994 puis d'un Juris Doctor de l'université d'État de Floride en 1998. Il devient alors avocat.
En 2012, Ross Spano est élu à la Chambre des représentants de Floride, dans le 59e district. Il est élu avec moins de deux points de pourcentage d'avance sur son adversaire démocrate Gail Gottlieb. Il est réélu plus facilement en 2014 (16 points) et 2016 (9 points). Durant ses mandats, il est notamment connu pour son soutien au droit de porter des armes.
En 2018, il se présente à la Chambre des représentants des États-Unis dans le 15e district congressionnel de Floride, qui s'étend de Clermont à la banlieue de Tampa en passant par Lakeland. Il entend succéder à Dennis Ross, le républicain sortant qui n'est pas candidat à un nouveau mandat. Spano remporte la primaire républicaine avec 44 % des suffrages, devant quatre autres candidats. Dans une circonscription historiquement conservatrice, qui a donné 10 points d'avance à Donald Trump en 2016, il se retrouve dans une élection plus serrée que prévu face à l'avocate démocrate Kristen Carlson. Il est finalement élu représentant des États-Unis avec environ 53 % des suffrages.
Peu après son élection, Spano admet avoir déposé 180 000 dollars de dons d'amis sur son compte de campagne, sous son nom propre, pour échapper à la réglementation concernant le financement des campagnes électorales. Il fait alors l'objet d'une enquête du département de la Justice et de la commission électorale fédérale. Spano est alors considéré en difficulté à l'approche des élections de 2020,. En vue de la primaire républicaine, un sondage le donne au coude-à-coude avec le conseiller municipal de Lakeland Scott Franklin, qui estime que Spano pourrait perdre le siège au profit des démocrates. Ross Spano est finalement battu par Franklin, qui rassemble 51 % des voix (contre 49 % pour le sortant).